# Терехов, Сергей Дмитриевич
Серге́й Дми́триевич Те́рехов (р. 16 июля 1971, Москва) — российский пианист, музыкальный педагог.

## Биография
Родился 16 июля 1971 года в Москве. В семилетнем возрасте начал заниматься музыкой.
В 1986—1990 годах учился в Музыкальном училище имени Гнесиных в классах Н. А. Мутли и Н. Л. Кудряшовой. В 1991 году поступил в Московскую государственную консерваторию имени П. И. Чайковского в класс профессора З. А. Игнатьевой, которую окончил с отличием в 1996 году. В 1998 году окончил аспирантуру Московской консерватории.
Выступал с концертами в России, Германии, Австрии, Румынии, Бельгии, сотрудничал с оркестром Румынского радио и оркестром Моцартеума.
В 2009 году фирма Vista Vera выпустила диск с произведениями Баха, Моцарта, Шуберта и Шумана в исполнении Сергея Терехова. Кроме этих композиторов в основной репертуар пианиста входят также Бетховен, Брамс и Шопен.
Как исполнитель камерной музыки Терехов сотрудничает с артистами секстета Большого театра и струнным трио Ludwig.
Постоянный участник фестиваля «Февральские вечера на Арбате» в Государственном музее А. С. Пушкина.

## Педагогическая деятельность
С 1997 года начал преподавать в Московской консерватории как ассистент в классе профессора З. А. Игнатьевой. С 2010 года — доцент кафедры специального фортепиано под руководством профессора С. Л. Доренского, с 2020 года, после смерти Доренского, — доцент кафедры специального фортепиано под руководством профессора А. А. Писарева.

## Участие в конкурсах
- Лауреат Международного конкурса имени Дину Липатти в Бухаресте (1997)[1]
- Лауреат Международного конкурса имени В. А. Моцарта в Зальцбурге (1999)[1]

## Семья и родственные связи
- Прапрапрадед — Наркиз Антонович Обнинский (1796—1863), российский военный, общественный деятель.
- Прапрадед — Пётр Наркизович Обнинский (1837—1904), российский юрист, публицист, общественный деятель.
- Прадед по отцу — Виктор Петрович Обнинский (1867—1916), российский политический и общественный деятель, литератор.

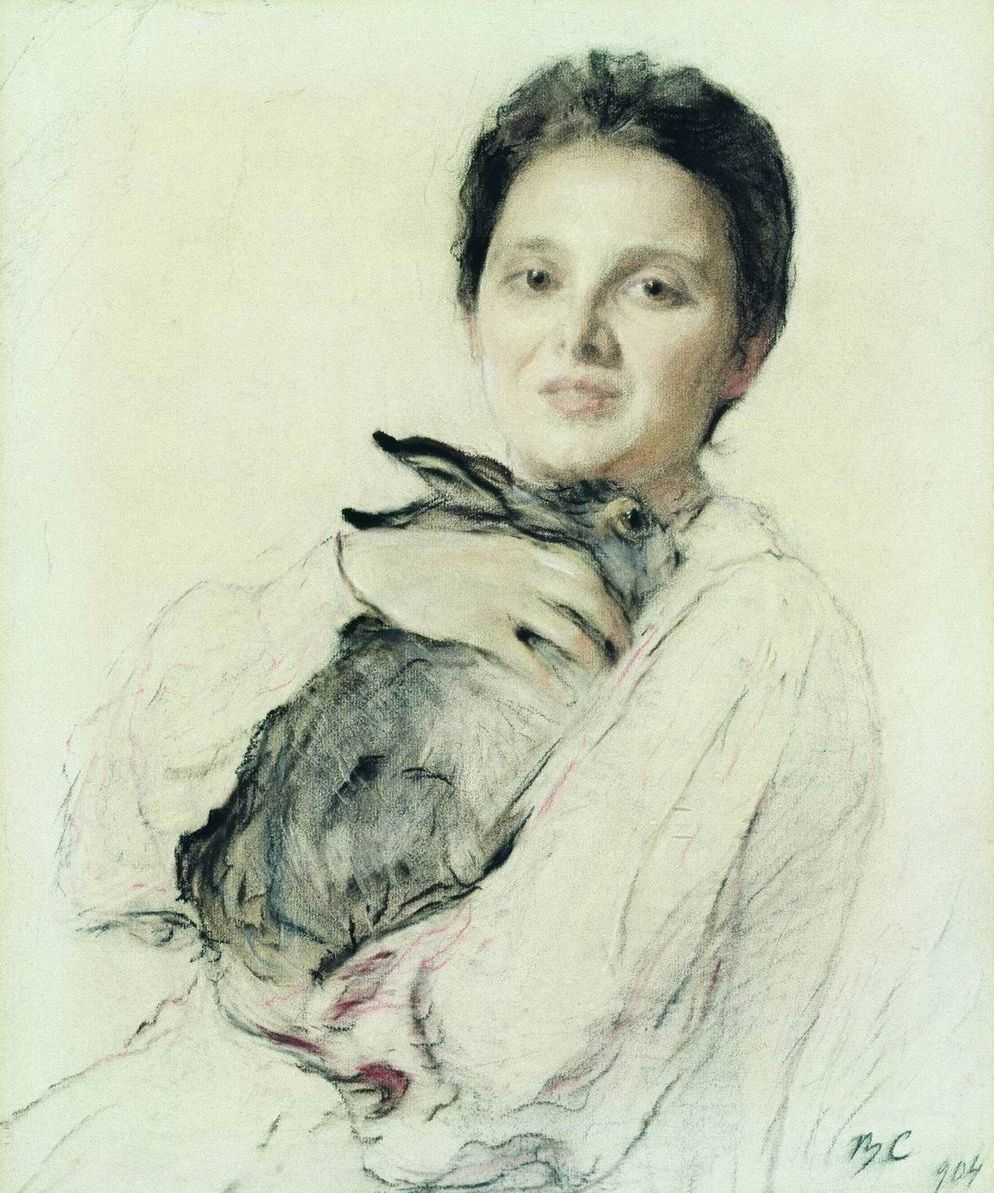
Валентин Серов. Клеопатра Александровна Обнинская с зайчиком. 1904

- Прабабушка по отцу — Клеопатра Александровна Обнинская (урождённая Салова; 1880—1927). В 1904 позировала Валентину Серову (портрет «Клеопатра Александровна Обнинская с зайчиком»). В 1923 году по приглашению сына эмигрировала в США. Умерла из-за тяжёлой болезни в Париже, после операции. Похоронена в Париже.
- Прадед по матери — Иван Кондратьевич Посядо, полный Георгиевский кавалер, участник Русско-японской и Первой мировой войн. Участник Белого движения во время Гражданской войны, расстрелян красными.
- Дед по отцу — Фёдор Дмитриевич Терехов (1902—1952), из мещан, был исключён из Московского университета за социальное происхождение. Устроился на завод разнорабочим и вырос до инженера.
- Бабушка по отцу — Лия Викторовна Терехова (урождённая Обнинская; 1904—1960). Уже находясь в Риге в 1923 году, чтобы по приглашению брата эмигрировать вместе с матерью в США, отказалась от эмиграции и вернулась в Москву.
- Дед по матери — Анатолий Иванович Посядо (1908—1987), советский скульптор.
- Бабушка по матери — Валентина Георгиевна Посядо-Шатуновская (1922—1990), советский скульптор.
- Двоюродный дед — Пётр Викторович Обнинский (англ. Peter Victor Obninsky; 1901—1997), американский архитектор.
- Двоюродный дядя — Виктор Петрович Обнинский (англ. Victor Peter Obninsky; р. 1944), американский юрист, доктор права, адвокат высшей категории.
- Родители:
  - Отец — Дмитрий Фёдорович Терехов (1936—2020), советский и российский художник, мемуарист.
  - Мать — Нина Анатольевна Посядо (р. 1942), советский и российский скульптор, медальер.